# Abbes Harchi
Abbes Harchi (in arabo عباس حرشي‎?; Casablanca, 11 maggio 1936) è un ex schermidore marocchino.
Ha partecipato, ai Giochi di Roma 1960, gareggiando nel Fioretto e nella Spada.